# Israelitischer Tempel (Hamburg)

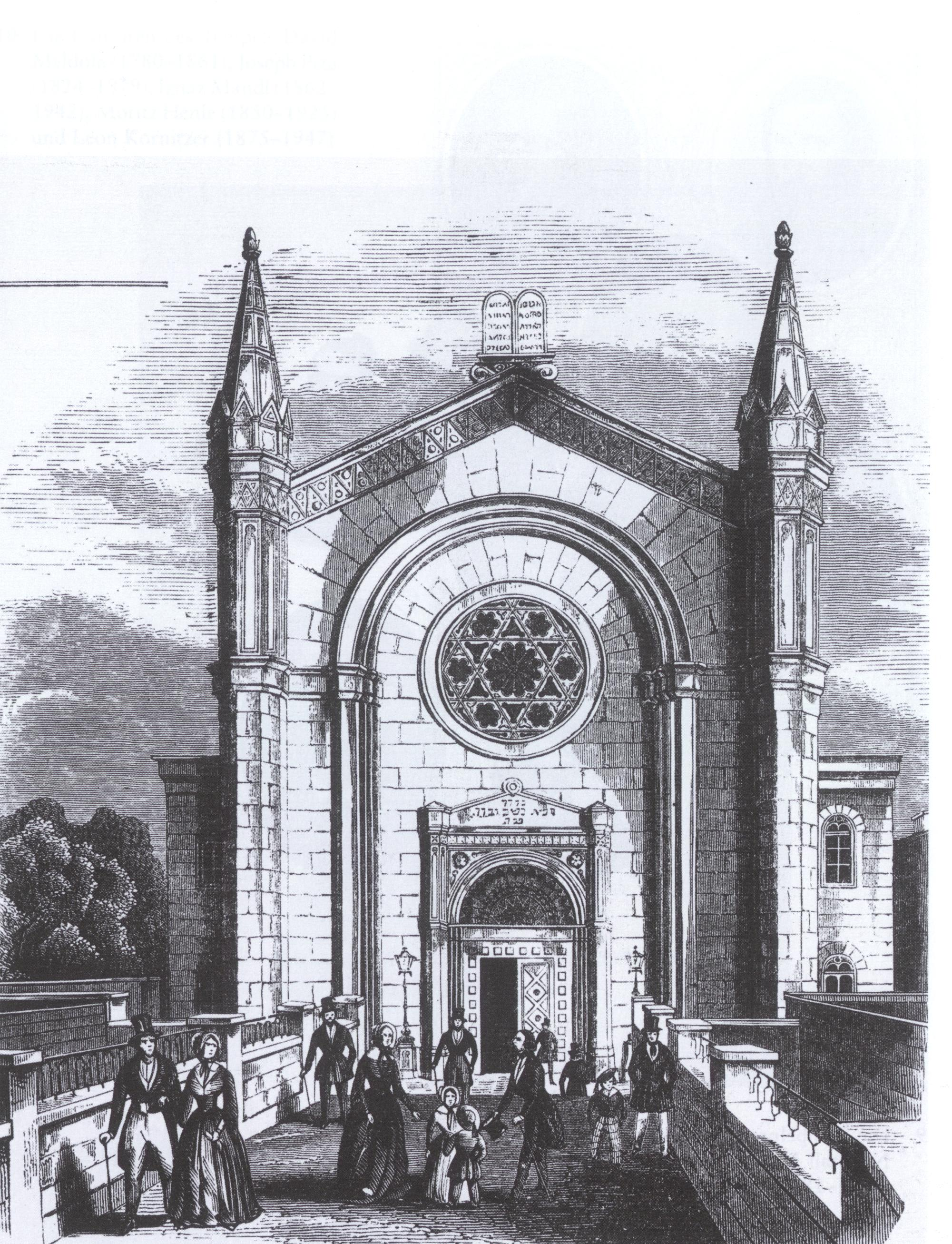
Neuer Tempel in der Poolstraße, 1844

Der Israelitische Tempel war die Synagoge des 1817 gegründeten Neuen Israelitischen Tempel-Vereins in Hamburg. Sie gilt als eine der ersten Reformsynagogen der Welt. Ihr Gebetritus war die erste Liturgie des Reformjudentums.
Die Predigt wurde als besonderer Bestandteil des Gottesdienstes in deutscher Sprache gehalten und der Prediger übernahm eine besondere Rolle im Gottesdienst, der bisher in der Regel allein vom Chasan (Kantor) gehalten worden war. Die Gebete wurden teilweise in deutscher Sprache oder nach sefardischem Vorbild gemäß dem Hamburger Gebetbuch gesprochen oder gesungen. Die Synagoge wurde Tempel genannt und war außen und innen von der Tradition stark abweichend gestaltet. Die ausschließliche Orientierung auf das Ziel, den Tempel in Jerusalem wieder aufzubauen, wurde aufgegeben.
Die historisch bedeutsame Synagoge bestand seit 1818 zunächst an der Ersten Brunnenstraße, von 1844 bis 1931 in der Poolstraße (beide in der Hamburger Neustadt) und von 1931 bis 1938 in der Oberstraße in Hamburg-Harvestehude.
Im Dezember 2020 kaufte die Stadt Hamburg ein Teilgrundstück des Poolstraßentempels, sprach sich für den Erhalt der Ruine aus und entwickelt ein Konzept, den ehemaligen Tempel der Öffentlichkeit zugänglich zu machen.

## Die Anfänge der Tempelgemeinde bis 1844

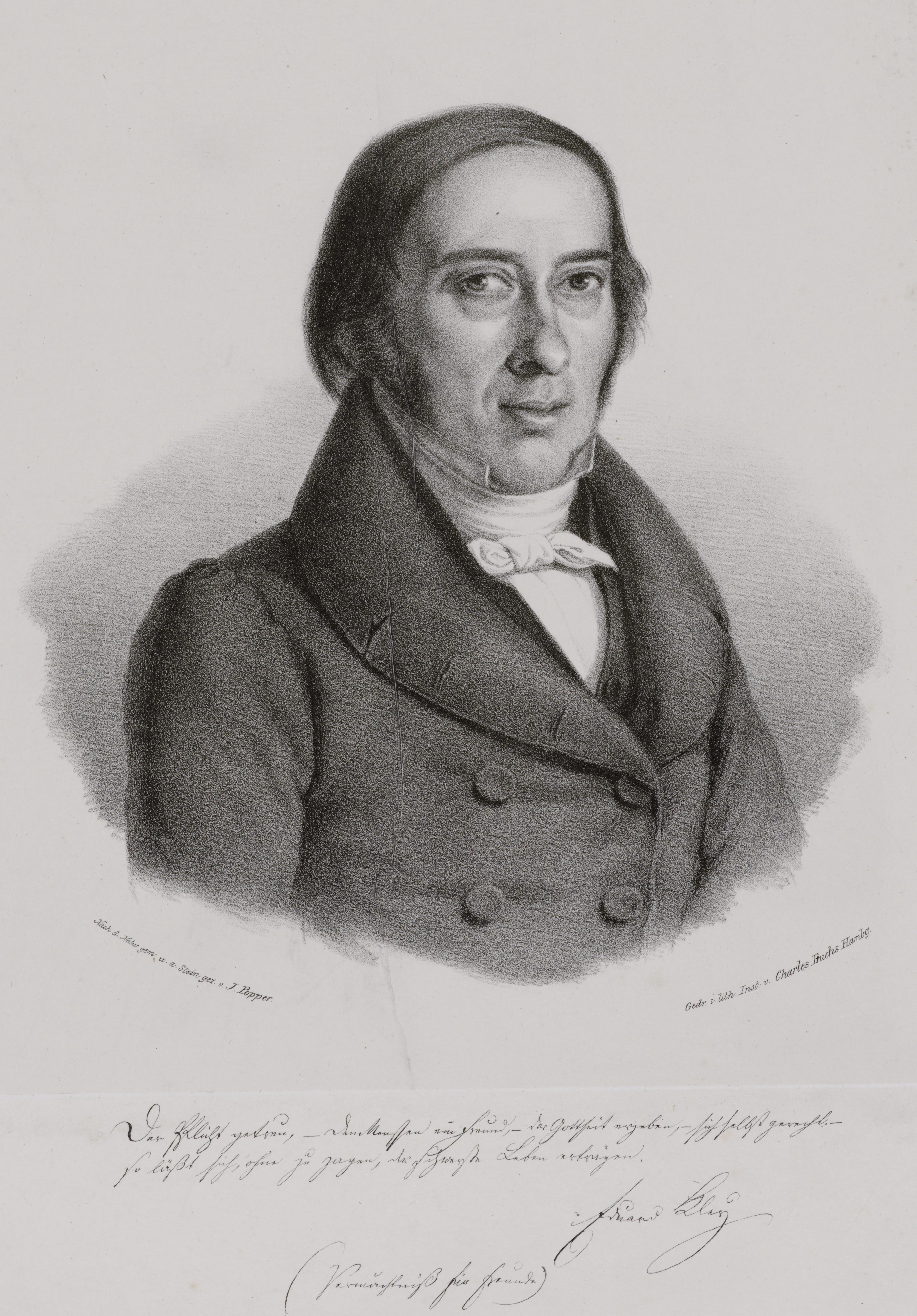
Der Prediger Eduard Kley

Gleichzeitig mit der Judenemanzipation in der Hamburger Franzosenzeit bildete sich in Deutschland eine an der jüdischen Aufklärung (Haskala) orientierte Reformbewegung des Judentums, die eine religiöse Erneuerung zum Ziel hatte. Israel Jacobson, Hoffaktor von Jérôme Bonaparte, gründete seit 1801 als erster in Seesen und später in Kassel die reformorientierte jüdische Jacobsonschule und eine Schulsynagoge, den Jacobstempel.
Nach dem Ende des Königreichs Westphalen initiierte Jacobson 1815 private Tempel-Veranstaltungen in Berlin, bei denen unter anderen die Prediger Isaak Levin Auerbach, Eduard Kley, Karl Siegfried Günsburg und Leopold Zunz gottesdienstliche deutschsprachige Vorträge mit deutschen Gebeten und Gesängen und Orgelmusik hielten. Sie fanden, nachdem der sogenannte Palais Itzig von Jacobsen aufgrund des großen Andrangs zu klein geworden war, von 1815 bis 1823 in einer neu gestalteten Synagoge (Beer-Tempel) im Haus des Industriellen Jacob Herz Beer (1759–1829) und seiner Frau Amalie Beer statt, die einen musikalischen Salon in Berlin hatte. Zwar bewirkten altgläubige Kreise in Berlin ein Regierungsdekret, das 1817 die Schließung des Beer-Tempels befahl: Die deutschsprachigen Andachten waren unüblich, erregten Aversionen und schienen die Religionsgemeinschaft zu spalten. Jakob Hertz Beer intervenierte allerdings beim Staatskanzler Hardenberg, so dass die Gottesdienste wieder aufgenommen werden konnten. 1823 verbot die Regierung die Gottesdienste dann ganz. Erst im Jahr 1840 erhielten die Berliner Reformer wieder die Erlaubnis, einen „Reformtempel“ zu eröffnen.
Einer der Prediger aus Berlin, Eduard Kley, wurde 1817 nach Hamburg berufen, um als Oberlehrer und Schulleiter die jüdische Freischule zu leiten. Kley hielt an Sonntagen in dieser Hamburger Freischule Religionsvorträge für die Kinder öffentlich, so dass auch Erwachsene teilnehmen konnten. Diese Andachten waren nach dem Berliner Vorbild von Chorälen begleitet und fanden derart Anklang, dass aus dieser Bewegung des Reformjudentums heraus 65 jüdische Hausväter im Dezember 1817 in Hamburg den Neuen Israelitischen Tempelverein gründeten. Kley arbeitete an einem stark modifizierten liturgischen Gebetbuch mit, das auch neue Hymnen in deutscher Sprache enthielt. Das neue Gebetbuch des Tempelvereins war die erste umfassende jüdische Reformliturgie und erregte Widerstand im herkömmlichen Judentum in Hamburg.
Am 18. Oktober 1818, dem Gedenktag der Völkerschlacht, wurde in diesem Sinne ein erstes Gotteshaus in der südlichen Neustadt (Erste Brunnenstraße) eingeweiht. Dabei waren auch Honoratioren wie Meyer Israel Bresselau, Lazarus Gumpel und Ruben Daniel Warburg (1773–1847). Beim Hamburger Tempel handelte es sich um den ersten offiziellen deutschen reformsynagogischen Ort mit Orgel, deutscher Predigt und gemischtem Chorgesang.
Im Tempel gab es von 1818 bis 1922 jeweils zwei Prediger. Alle Geistlichen am Tempel waren promoviert. Erster Prediger war Eduard Kley und 1818 wurde als zweiter Prediger Gotthold Salomon berufen. Kley und Salomon widmeten sich auch dem Unterricht an der neu gegründeten Freischule.
Kaum hatte sich diese neue Richtung etwas etabliert, gab es unabhängig davon Angriffe gegen Juden in Hamburg: Am 19. August 1819 wurden jüdische Gäste aus einem Kaffeehaus an der Binnenalster vertrieben (Hep-Hep-Krawalle). Erst am 26. August beendete die Verhängung des Ausnahmezustands und ein Militäreinsatz mit Androhung des Gebrauchs von Schusswaffen die Unruhen. Viele jüdische Bewohner Hamburgs waren inzwischen von Hamburg nach Altona geflohen, das damals zu Dänemark gehörte. Der Hamburger Senat nutzte in den kommenden Monaten die Vorfälle, um die vollständige Gleichstellung der Juden, die in der Hamburger Franzosenzeit eingeführt worden war, wieder aufzuheben. 1830 und 1835 wiederholten sich die Ausschreitungen gegen Juden in Hamburg.
Während der Leipziger Messe 1820 wurden Gottesdienste im Stil des Beer-Tempels und des Hamburger Tempels gehalten, die die Reformbewegung auch im Ausland allgemein bekannt machten. In Wien wurde 1821 eine Gemeinde nach Hamburger Vorbild gebildet, in der auch das Hamburger Gebet- und Gesangbuch eingeführt wurde. Ihr Rabbiner war Isaak Mannheimer.
Der evangelische Organist und Komponist Johann Friedrich Schwencke arrangierte für den Israelitischen Tempel 1833 die Melodieen zum neuen israelitischen Gesangbuche.
Viele jüdische Flüchtlinge oder Exilanten nutzten die Hafenstadt Hamburg für die Ausreise. Manche lernten in Hamburg die Tempel-Reformbewegung kennen und nahmen diese Anregungen nach Amerika mit. In den USA wurde 1842 nach Hamburger Vorbild der Tempel Har Sinai in Baltimore gegründet. Diese Gemeinde übernahm das umstrittene Hamburger Tempelgebetbuch. 1845 folgten in New York City der Temple Emanu El. Heute gibt es in den USA sehr viele Reformgemeinden nach Hamburger Vorbild.
1840 folgte auf Kley Naphtali Frankfurter. Die Prediger Frankfurter und Salomon nahmen 1844 an der reformorientierten Braunschweiger Rabbinerversammlung teil und wurden 1848 beide in die Hamburger Konstituante gewählt.

## Reformmerkmale und Hamburger Tempelstreit

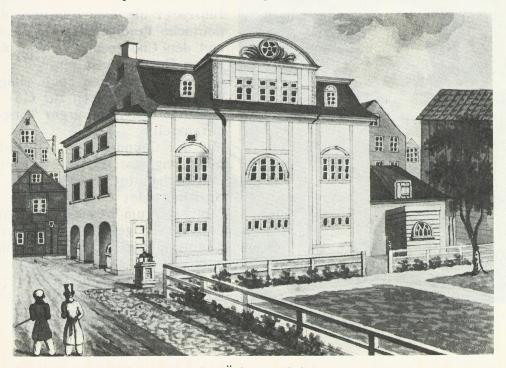
Der Tempel in der Ersten Brunnenstraße/Alter Steinweg (1818–1844)

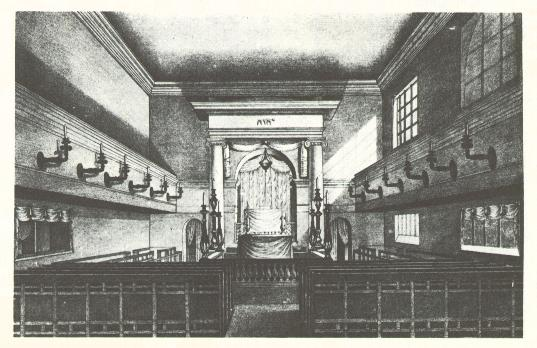
Das Innere des Tempels in der Ersten Brunnenstraße

Besondere Merkmale der Reformen waren die Neuordnung des Gottesdienstes, die eine Orientierung an den christlich-protestantischen Gottesdienst nicht leugnen konnte, die Ähnlichkeit zwischen der Amtstracht der Pastoren und Rabbiner und die Neugestaltung der Synagoge als Tempel:
Die Predigt wurde als besonderer Bestandteil des Gottesdienstes in deutscher Sprache gehalten und der Rabbiner im Ornat übernahm eine besondere Rolle im Gottesdienst, der bisher in der Regel allein vom Chasan (Kantor) gehalten worden war. Von Eduard Kley wurde die Bar Mitzwa (religiöse Mündigkeit, erstes öffentliches Vorlesen aus der Tora für Jungen) durch eine Art jüdischer Konfirmation für Jungen und Mädchen ersetzt. Die Gebete wurden teilweise in deutscher Sprache oder nach sefardischem Vorbild gemäß dem Aufsehen erregenden Hamburger Gebetbuch gesprochen oder gesungen. Ein Beispiel ist das Fehlen des Gebets Kol Nidre am Vorabend zum Versöhnungstag, bei dem bestimmte Gelübde widerrufen werden können, das aber emotionale und musikalische Bedeutung hat. Viele Texte wurden gekürzt. Die Frauenräume wurden als Empore gestaltet und nicht mehr vergittert.
Die musikalische Gestaltung des Tempelgottesdienstes war eine aufsehenerregende Reform. Dass in einer Synagoge auf der Empore ein gemischter Chor zu Orgelbegleitung sang, war etwas vollkommen Neues und löste heftige Diskussionen aus.
Der Organist war ein Nichtjude (ab 1934 waren die Organisten jüdisch), also nicht der Kantor, denn am Sabbat war es Juden untersagt, ein Instrument zu spielen. Der erste Kantor der Tempelgemeinde David Meldola führte sefardische Melodien ein und verrichtete die Gebete mit der sefardischen Aussprache, die zwar im Ruf sprachwissenschaftlicher Korrektheit stand, aber gegenüber der üblichen aschkenasischen Sprechweise als empfindlicher Bruch der Tradition galt. Teilweise wurde sogar die melodische Rezitation der Gebete und der Bibeltexte als unzeitgemäß angesehen und durch einfaches Vorlesen ersetzt. Für die Gesänge und Chorstücke im Tempel wurden außerdem neue Kompositionen geschrieben.
Ein besonderer Aspekt war auch, dass das Ziel, ins Heilige Land zurückzukehren, umgedeutet wurde. Programmatisch und provokant wirkte die für das Bethaus gewählte Bezeichnung „Neuer Tempel“, die als deutliche Abkehr einer Sehnsucht nach Jerusalem verstanden wurde und eine Identifikation mit dem deutschen Vaterland zum Ausdruck brachte. Der Tempel brauchte nicht in Jerusalem wieder aufgebaut zu werden, weil es ihn hier gab. Die Wiederherstellung des Opferkults brauchte also nicht mehr auf den Tempel in Jerusalem bezogen zu werden. Einschlägig wurde der Satz in einer Predigt des zweiten Hamburger Predigers Gotthold Salomon von 1825: „Dies ist die Mitte unseres Neuen Jerusalems.“ Statt der Bitte um Rückkehr nach Israel hieß es im neuen Hamburger Tempelgebetbuch von 1841 nunmehr „Befreiung von Unterdrückung und Ungerechtigkeit“ in ihren jeweiligen Ländern.
Die Gründung des Neuen Tempelvereins erregte inhaltlich großes Aufsehen und die genannten Reformen führten zum Hamburger Tempelstreit: Der dreiköpfige rabbinische Gerichtshof der Hamburger Gemeinde schrieb 1819 eine Gutachtensammlung mit dem Titel Dibere Haberith (Worte des Bundes), um auf die Errichtung der neuen Tempelsynagoge zu reagieren. Die Gläubigen wurden gewarnt, sich der Reformbewegung anzuschließen. Meyer Israel Bresselau trat dem Gutachten mit einem anonym verfassten Sendschreiben in einem satirisch biblischen Stil entgegen. Für die Orthodoxie inakzeptabel war, dass wesentliche Teile der alten hebräischen Ordnung (Seder) fehlten. Der bedeutende Gegenspieler der Hamburger Reformbewegung Chacham Isaak Bernays nannte 1841 in einer öffentlichen Bekanntmachung die Gebetstexte „Verstümmelung“, „Abweichung“ und „Zerstörung“ des Gebetgeistes.
Streit unter den jüdischen Gemeinden gab es auch formalrechtlich. Es war unklar, welche Organisation zur Vertretung der Juden in Hamburg berechtigt war. Der Hamburger Senat schlichtete 1819 die Auseinandersetzung dadurch, dass er eine Trennung der jüdischen Gemeinde verbot. Es gab danach eine Deutsch-Israelitische Gemeinde Hamburgs (DIGH) mit mehreren Kultusverbänden, eine Neuerung, die als Hamburger System bekannt wurde: der Deutsch-Israelitische Synagogen-Verband, der Israelitische Tempel-Verband und die Dammtor-Synagoge.

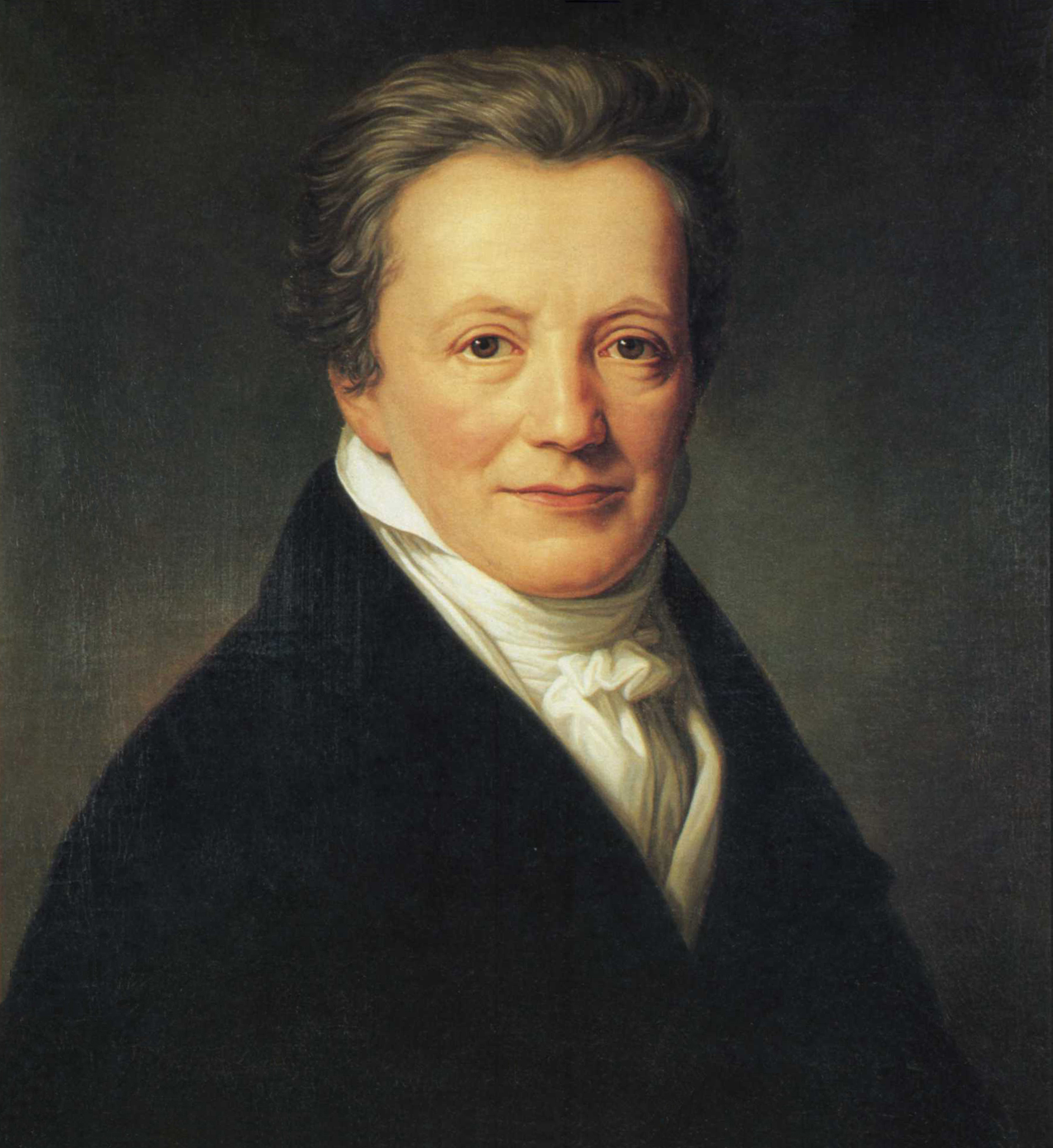
Salomon Heine, Mitglied des Tempelvorstands, Förderer
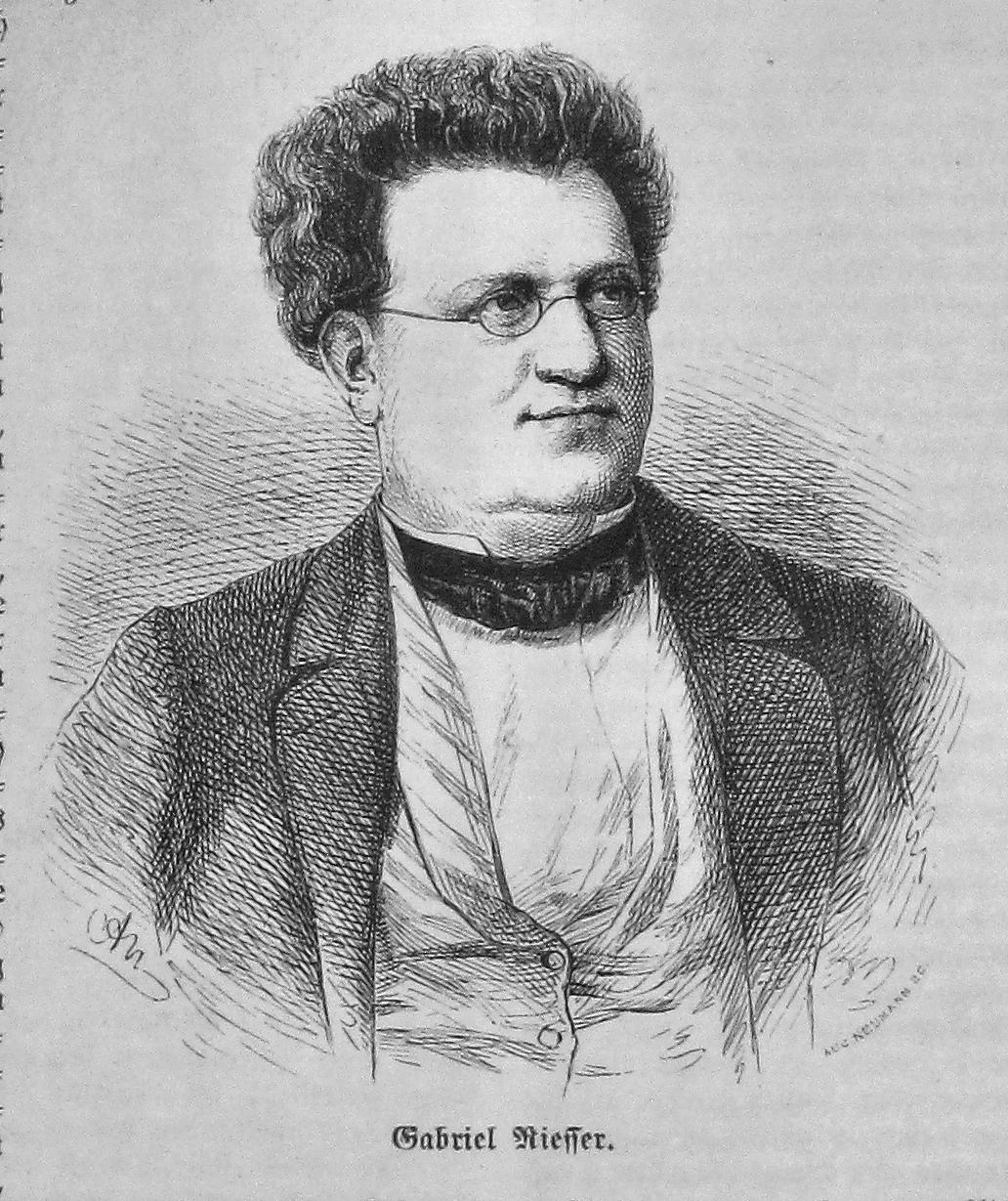
Gabriel Riesser, Mitglied des Tempeldirektoriums
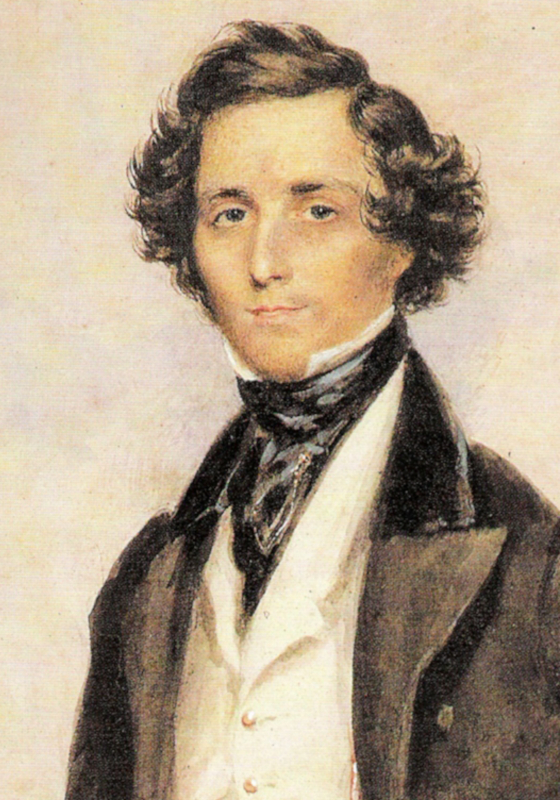
Felix Mendelssohn Bartholdy im Alter von 30 Jahren
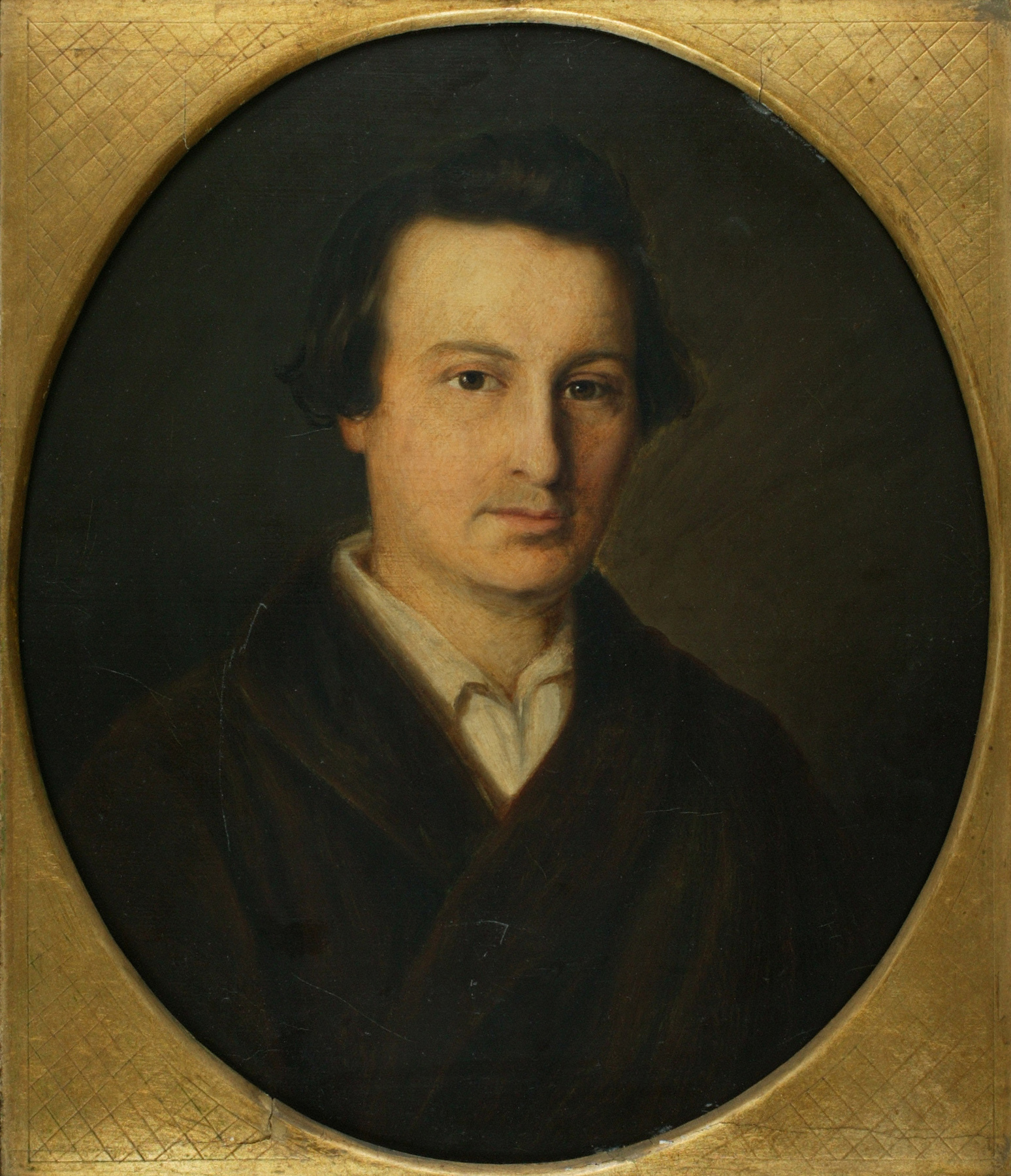
Heinrich Heine zur Zeit seiner Deutschlandreisen, 1843/44

Der von seinem reformorientierten Onkel Salomon Heine aus Hamburg unterstützte Dichter Heinrich Heine sah die Gefahren, die von einer religiösen Spaltung des Judentums ausgehen können, und charakterisierte die Hamburger Situation Ende 1843 – also kurz vor der Fertigstellung des Poolstraßentempels – folgendermaßen:
„Die Juden teilen sich wieder ein
In zwei verschiedne Parteien;
Die Alten gehn in die Synagog’,
Und in den Tempel die Neuen.
Die Neuen essen Schweinefleisch,
Zeigen sich widersetzig,
Sind Demokraten; die Alten sind
Vielmehr aristokrätzig.
Ich liebe die Alten, ich liebe die Neu’n –
Doch schwör ich, beim ewigen Gotte,
Ich liebe gewisse Fischchen noch mehr,
Man heißt sie geräucherte Sprotte.“

## Der Neue Tempel Poolstraße

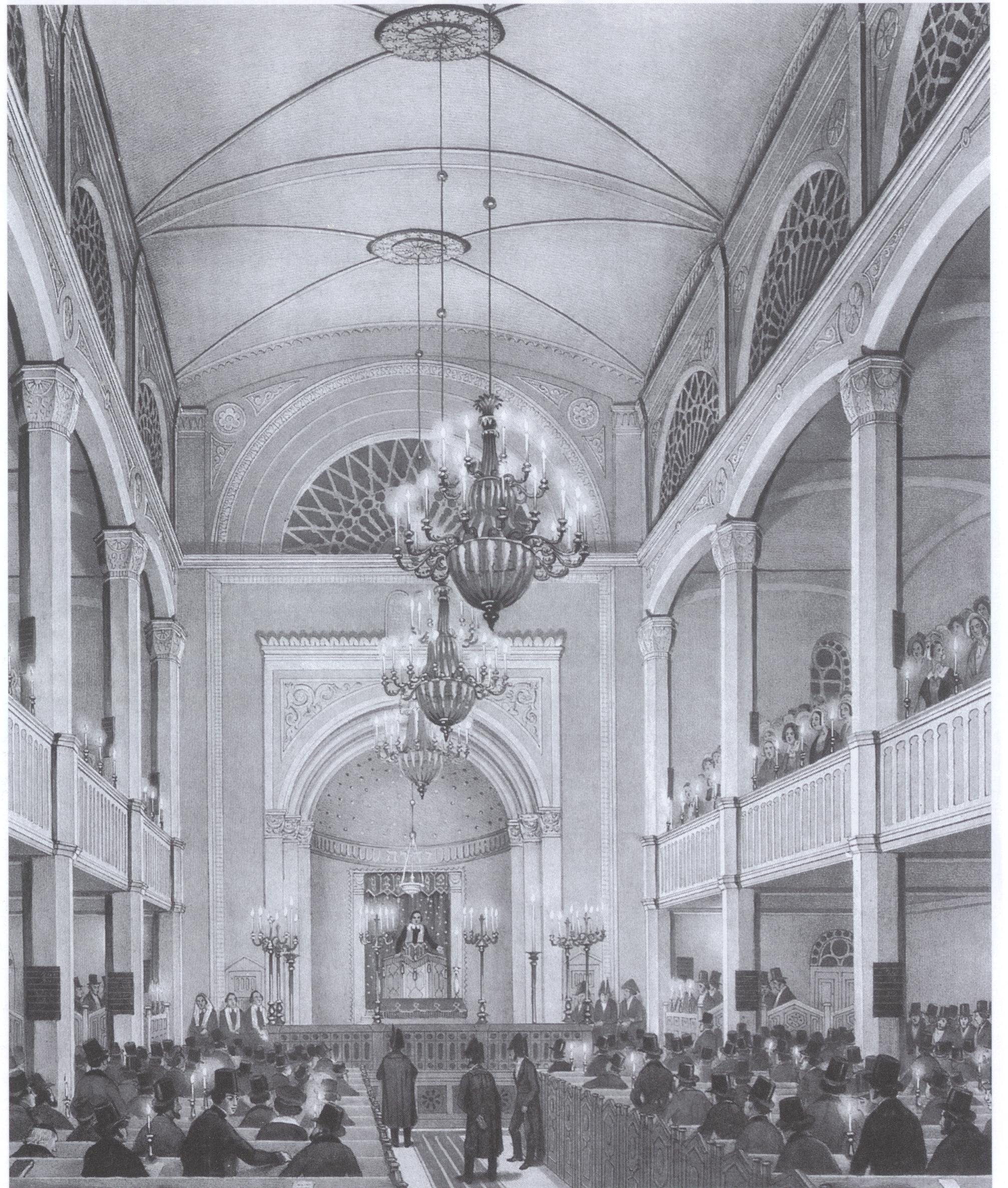
Neuer Tempel, Innenansicht am Einweihungsabend 1844 mit Blick auf die Apsis

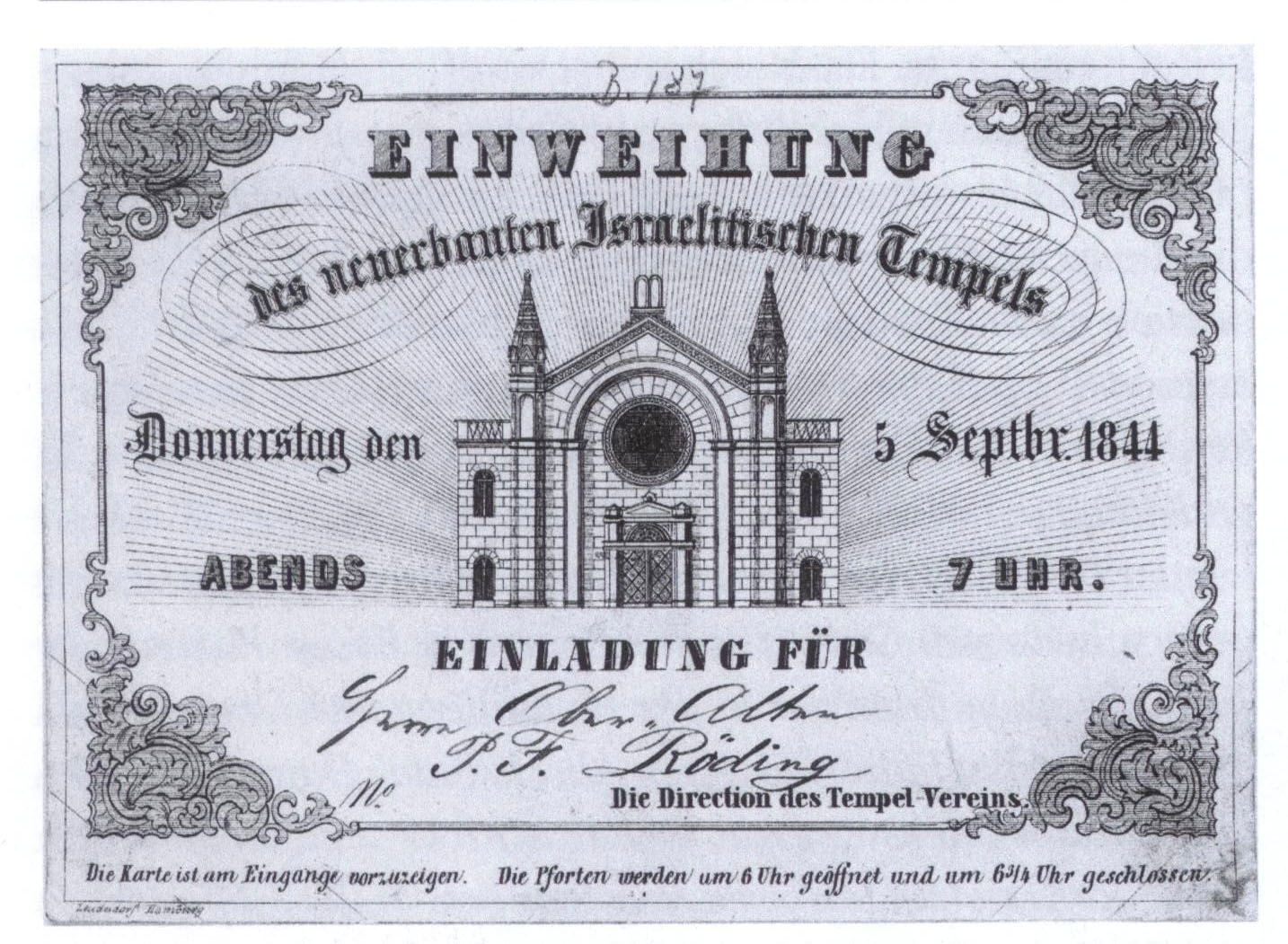
Einladungskarte für die Eröffnungsfeier des Tempels 1844

Seit den 1840er Jahren vollzog sich mit der Emanzipation der Juden ihre rechtliche Verbesserung bis hin zur Gleichstellung. Nach dem Hamburger Brand von 1842 gehörte sie zu den Konsequenzen, die man aus den Mängeln der alten Strukturen zog. Durch Hamburger Ratsbeschluss wurden am 5. Dezember 1842 Erwerbseinschränkungen für Israeliten aufgehoben und 1860 durch eine Reform der Staatsverfassung die Rechtsstellung der Juden erheblich verbessert. Aus dieser veränderten Lage heraus wurde ein Neubau des Tempels beschlossen. Der Neue Tempel (Name für die Reformsynagoge und für die Tempelgemeinde) in der Poolstraße 12–13 wurde vom Tempelverein ab 1829 geplant, weil der erste provisorische Tempel (bei der Querverbindung zwischen dem Alten Steinweg und der Ersten Brunnenstraße) zu klein geworden war. Der Tempelverein hatte sich inzwischen von 65 (1817) auf etwa 800 (1841) zum Teil wohlhabende Mitglieder vergrößert und der Bau des Gotteshauses wurde Anfang der 1840er Jahre beantragt und genehmigt.
Der Tempel an der Poolstraße wurde von 1842 bis 1844 nach Plänen des Architekten Johann Hinrich Klees-Wülbern erbaut. Gabriel Riesser erreichte 1843, dass der Poolstraßentempel auf den Namen des Tempelvereins (als juristische Person) gekauft und eingetragen werden durfte. Zuvor hatten – im Gegensatz zu den christlichen Konfessionen – Synagogen bzw. Grundstücke von einzelnen Gemeindemitgliedern als natürliche Person erworben werden müssen. Die Grundsteinlegung des Tempels fand 1842 nicht öffentlich statt, weil der Tempelverein die Bürger, die durch den Brand obdachlos geworden waren, nicht brüskieren wollte. Der Tempel wurde ein paar Tage vor dem jüdischen Neujahrsfest Rosch ha-Schana am 5. September 1844 um 19 Uhr feierlich eingeweiht.
Der Musikwissenschaftler Eric Werner stellte die These auf, dass Felix Mendelssohn Bartholdy für die Einweihung des Tempels das Chorstück Der 100. Psalm (Jauchzet dem Herrn, alle Welt) komponiert habe. Es sind Teile eines Schriftverkehrs zwischen dem Vorsitzenden des Hamburger Tempelvereins Maimon Fraenkel und Mendelssohn erhalten, in dem eine solche Komposition erbeten wurde. In diesem Schriftwechsel ging es unter anderem darum, ob die Psalmübersetzung Martin Luthers (die Mendelssohn bevorzugte) oder die von Moses Mendelssohn, Mendelssohns Großvater, verwendet werden sollte. Der 100. Psalm wurde bei der Eröffnungsfeier während des Toraeinzugs vermutlich jedoch auf Hebräisch gesungen, und Mendelssohn hatte seine berühmte Fassung des Psalms für einen Doppelchor bereits im Januar 1844 für den Königlichen Domchor in Berlin fertiggestellt. Vermutlich stammt stattdessen eine Fassung des 24. oder 25. Psalms für die Eröffnung des Tempels von Felix Mendelssohn.
Die Fassade des Eingangsgebäudes im Westen wurde von zwei seitlich stehenden achteckigen Türmen nach der Art von Minaretten flankiert und nahm sowohl Elemente des maurischen als auch des klassizistisch-neogotischen Baustils auf. Das Portal des Gebäudes trug als Inschrift ein hebräisches Chronostichon. Die Übersetzung lautet: „Gesegnet, der da kommt im Namen des Ewigen.“ (Ps 118,26 )
Etliche Teile des Baus entsprachen nicht den herkömmlichen Baumustern für Synagogen und wiesen auf das Reformprogramm hin. Außergewöhnlich war ein die Vorhalle eröffnendes großes Tor als gemeinsamer Eingang für Frauen und Männer. Links vom Tordurchgang führte eine Treppe zur Chorempore sowie zur von Orgelbaumeister Paul Rother gebauten Orgel, der ersten in einer deutschen Gemeindesynagoge stehenden Synagogenorgel. Die Chorempore mit Orgel befand sich also über der Vorhalle und dies war für einen orthodoxen Ritus ganz ungebräuchlich, auch weil der teilweise bezahlte gemischte Chor von oben und außerhalb des Hauptschiffs vortrug, obwohl üblicherweise ein Knabenchor unten in engem Kontakt zur Gemeinde sang. Herkömmlich, nämlich getrennt untergebracht, war dagegen die Frauengarderobe über die genannte linke Vorhallentreppe erreichbar, rechts gegenüber befand sich die Männergarderobe. Das 40 m × 23 m große Hauptschiff mit Bogendach bot Platz für 380 Männer.
Der Almemor, ein erhöhter Platz mit Lesepult, von dem aus der Tora gelesen wird, war unverziert und stand nicht mehr beherrschend im Zentrum der Synagoge, sondern an der Apsis. Der sakrale Bereich mit dem Toraschrein, die Predigtkanzel und das Lesepult waren also in unmittelbarer Nähe zueinander angeordnet. Für die Frauen waren 260 Plätze auf den unvergitterten Seitenemporen bestimmt, die einen Blickkontakt mit den Männern ermöglichten. Diese Abweichungen vom herkömmlichen Baumuster ließen den Neuen Tempel in den Augen der Orthodoxie für einen jüdischen Gottesdienst ungeeignet erscheinen.
Die Lage des Tempels war ein Kompromiss zwischen einer freistehenden Synagoge und einer Hinterhofsynagoge. Der Tempelverein war verpflichtet worden, vier direkt an der Poolstraße stehende Häuser zusammen mit dem Grundstück für den Tempel zu kaufen. Diese Vorderhäuser an der Poolstraße wurden – auch aus finanziellen Gründen – nicht abgerissen. Es blieb jedoch ein großer Vorplatz vor dem Gotteshaus, so dass der Tempel auf Bildern den Eindruck einer freistehenden Synagoge machte. Die rechtliche Gleichberechtigung mit den christlichen Konfessionen war noch nicht erreicht und dies nötigte zu Kompromissen.
Was das Ende der Nutzung des Gebäudes angeht, so fand nach dem Bau und der Einweihung einer neuen Tempelsynagoge an der Oberstraße 1931 der letzte Gottesdienst an der Poolstraße statt. Das Tempelgebäude an der Poolstraße diente danach dem Tempelverband als Magazin. 1937 wurde es verkauft. Ihm blieben die Zerstörungen der Reichspogromnacht 1938 erspart: Es war keine aktive Synagoge mehr und die Nationalsozialisten sahen bei Hinterhofsynagogen zudem die Gefahr, dass das Feuer auf die Nachbargebäude übergreifen kann. Im Zweiten Weltkrieg wurden im ehemaligen Tempel Schulbänke gelagert. Von dem ehemaligen dreischiffigen Gotteshaus sind heute noch die Reste der westlichen Vorhalle und die östliche Apsis als solitäre Kriegsruinen erhalten, das Hauptschiff wurde im Juli 1944 durch einen Bombentreffer der Alliierten zerstört.

## Werdegang der Tempelgemeinde von 1844 bis 1931

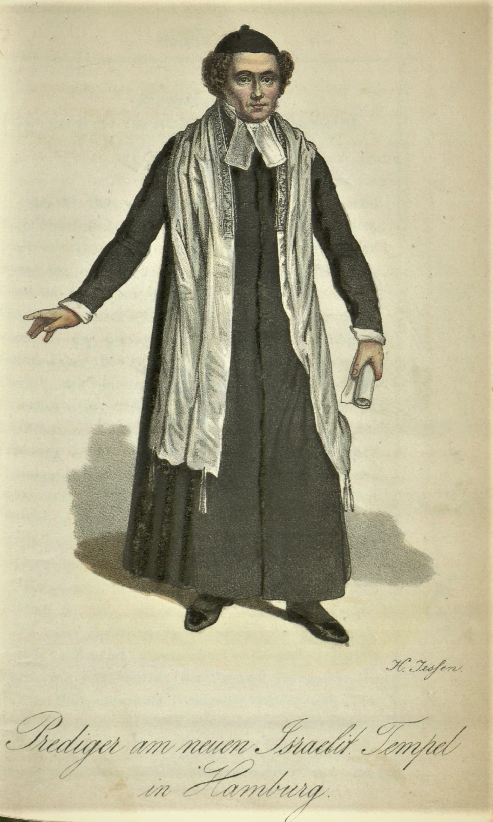
Prediger am neuen Israelitischen Tempel, Lithographie aus Friedrich Georg Buek: Album hamburgischer Costume. (1847)

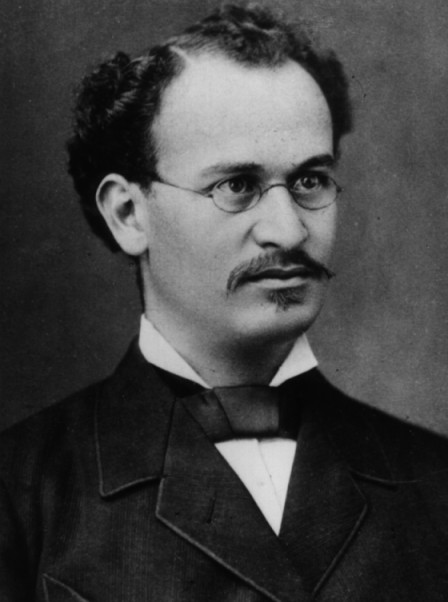
Der Kantor und Chorleiter Moritz Henle

Gotthold Salomon eröffnete 1844 den Tempel in der Poolstraße, in dem er bis 1858 tätig war. Für den Nachfolger von Salomon sah das geschaltete Stelleninserat – wohl aus Spargründen – einen unverheirateten Theologen vor, was für einen Rabbiner sehr ungewöhnlich war. Hermann Jonas (1827–1889,) der ab 1858 eingestellt wurde, hielt sogenannte Kanzelvorträge.
Seit 1855 teilte sich Joseph de Mose Piza das Chazzanamt mit David Meldola. Beide gehörten der Portugiesisch-Jüdischen Gemeinde an, was ungewöhnlich war. Meldola ging 1859 in den Ruhestand, Piza starb 1879. Nachfolgende Kantoren am Tempel waren Ignaz Mandl (der von 1884 bis 1922 auch Beamter des Verbandes war), Moritz Henle (wirkte von 1879 bis zu seinem Tod 1925) und Leon Kornitzer (1875–1947), der von 1913 bis zur Emigration 1939 im Tempel wirkte.
In den Jahren 1857 und 1858 wurde in direkter Nachbarschaft zum Poolstraßentempel die Kohlhöfensynagoge errichtet. Sie war die erste freistehende Synagoge in Hamburg. Im Jahre 1861 führte Hamburg als erster Staat in Deutschland die Zivilehe ein, was einen Einschnitt besonders in die jüdische Gemeindeautonomie bedeutete. Die Konsequenzen aus der Verfassungsreform von 1860 wurden durch das Gesetz betreffend die Verhältnisse der hiesigen israelitischen Gemeinden vom 4. November 1864 gezogen: Der Gemeindezwang wurde aufgehoben und die Möglichkeit des Austritts aus der Gemeinde eröffnet.
Die jüdischen Hausvorstände zahlten ihre Steuern an die gemeinsame Deutsch-Israelitische Gemeinde. Zehn Prozent davon konnte man für einen der Kultusverbände bestimmen. Eine Finanzierung des Tempelverbandes geschah außerdem durch Vermietung der Sitzplätze im Tempel und durch die Mieteinnahmen der Vorderhäuser.
In der Anfangszeit des Hamburger Tempels betrieben die Prediger und Kantoren die Reform so stark, dass sich teilweise auch innerhalb der Tempelgemeinde Widerstände von Mitgliedern bildeten, denen die Reformen zu weit gingen. Bis in die 1860er Jahre hinein wurden am Freitagabend zwei Gebetszeiten abgehalten. Die erste war die übliche Begrüßung und Eröffnung des Schabbat vor dem häuslichen Vorabendsegen bei Einbruch der Dunkelheit, die zweite war dagegen als Konzession an die Geschäftsleute auf eine späte Abendstunde gelegt worden.
Als Nachfolger für den verstorbenen Naftali Frankfurter wurde 1867 Max Sänger (1821–1882) angestellt. Jetzt kehrte sich die Situation in ihr Gegenteil um: Die Prediger wurden konservativer und versuchten hier und da Reformen rückgängig zu machen oder abzuschwächen. 30 Jahre nach der Einführung der sephardischen Aussprache führte der Kantor Moritz Henle die aschkenasische wieder ein und die Geistlichen ließen sich wieder Rabbiner nennen, im Gegensatz zum provokanten Reformausdruck Prediger.
Die Gründung der liberalen Hochschule für die Wissenschaft des Judentums in Berlin, an der Abraham Geiger 1872 bis zu seinem Tod 1874 lehrte, wurde mit Distanz beobachtet. Der Tempel bevorzugte Prediger, die Absolventen des Jüdisch-Theologischen Seminars in Breslau waren.
Auf Max Sänger folgte 1883 der Prediger David Leimdörfer (1851–1922) und auf Hermann Jonas folgte 1889 Caesar Seligmann. Mit Seligmann begründete Leimdörfer eine Religionsschule und führte Jugendgottesdienste ein.
War der Tempelverband in der ersten Hälfte des 19. Jahrhunderts durch seine Reformen sehr bekannt geworden, so hatte die Gemeinde doch in der zweiten Hälfte nicht mehr den erwarteten Zulauf. Auch wenn der Tempelverein sich vorwiegend aus wohlhabenden Mitgliedern zusammensetzte, gab es immer wieder Geldprobleme. Die orthodoxen Synagogen waren populärer, wesentlich mitgliederstärker und dadurch auch finanziell besser abgesichert als der Tempel. Erst nach der Märzrevolution 1848 nahmen auch die konservativeren Gemeinden musikalische Anregungen auf. Sie ließen seitdem teilweise auch in ihren Synagogen Orgeln einbauen. Gemäß einer Zählung von 1933 verfügten damals 74 jüdische Gemeinden in Deutschland über eine Orgel.
1892 wurde Hamburg von einer großen Choleraepidemie getroffen, die besonders im dem Tempel benachbarten Gängeviertel wütete. Zunächst wurde der Ausbruch der Krankheit von den Behörden verharmlost und verschwiegen, auch Seligmann schwieg darüber zunächst im Tempel und zuhause. Später wurde Hamburg für drei Monate streng isoliert.
Caesar Seligmann wurde 1902 nach Frankfurt berufen, ein für alle Beteiligten sehr emotionaler Wechsel, weil Seligmann in Hamburg sehr beliebt war. Von 1902 bis 1908 war Paul Rieger als zweiter Prediger angestellt. Rieger war von 1903 bis 1916 Vorsitzender der von Max Grunwald und der Henry-Jones-Loge initiierten Gesellschaft für jüdische Volkskunde. 1907 führte der Tempelverband den Titel „Rabbiner“ ein und verlieh David Leimdörfer und Paul Rieger diesen Titel.
Auf Rieger folgte 1908 Jacob Sonderling. Sonderling war im Ersten Weltkrieg als Feldrabbiner an der Ostfront tätig. 1914 hielt er zu Jom Kippur einen Monat nach der siegreichen Schlacht bei Tannenberg auf Armeebefehl Kaiser Wilhelms einen großen Feldgottesdienst ab.
Sonderling hielt die Trennung, die das Gebetbuch hervorgerufen hatte, für falsch und suchte mit dem Begriff Klal Yisrael (jüdisches Solidaritätsempfinden) die Einheit aller Juden mit dem Liberalismus zu verbinden. Hatte man in der Reform bisher das Liberale in Gegnerschaft zum Orthodoxen betont, so warb Sonderling nun dafür, Klal Yisrael quasi nationalistisch über den Liberalismus zu stellen.
Ähnlich wie die „Montagsvorlesungen“, die Caesar Seligmann seit 1889 in der „Erholung“ (einem großen Saal in der Nachbarschaft) einführte, begann seit 1910 eine Sonntagsveranstaltung, die allgemein Anklang fand: Die Prediger Leimdörfer und Sonderling hielten monatlich abwechselnd religiös-wissenschaftliche Vorträge im Tempel ohne Ornat. Zwar wurde dies vereinzelt vom orthodoxen Judentum als Sonntagsgottesdienst angeprangert, aber die Kritik war längst nicht mehr so emotional wie im frühen 19. Jahrhundert, denn die orthodoxen Rabbiner sahen in der Tempelgemeinde keinen starken Gegner mehr und die Prediger wurden moderater. Von 1917 bis 1922 predigten Leimdörfer und Sonderling auch in der Dammtorsynagoge, die eine Art konservativen Mittelweg ging zwischen der orthodoxen und der reformorientierten Vorgehensweise.
Der reiche amerikanische Banker Henry Budge, der nach dem Tod seines Vaters aus den USA wieder zurück nach Hamburg gezogen war, bot dem Tempelverband eine Million Mark für ein neues Tempelgebäude an. Die Bedingung war allerdings, dass Frauen und Männer zusammen sitzen. Jacob Sonderling war schockiert und lehnte das Angebot strikt ab.
Leimdörfer starb 1922. Sonderling emigrierte 1922 in die USA und wurde Rabbiner in Los Angeles. Im Sommer 1934 beauftragte Sonderling den Musiker und Komponist Arnold Schönberg eine Neufassung des traditionellen jüdischen Gebets Kol Nidre zu gestalten. 1923 folgte als alleiniger Rabbiner Schlomo Rülf, der allerdings 1926 nach Bamberg ging. Lothar Lubasch (1896–1976) war von 1924 bis 1928 Prediger und Hilfsrabbiner am Tempel neben Friedrich Rülf.
Die Amtseinführung des Rabbiners Bruno Italiener im Januar 1928 wurde als eine große Feier gestaltet. Unter seiner Leitung sei die Tempelgemeinde zu einer lebendigen jüdischen Gemeinschaft geworden, heißt es in Berichten. Italiener verstand sich als „deutsch-jüdischer Patriot“ und betrachtete den Antisemitismus in der frühen Weimarer Republik mit Sorge. Seine 1920 publizierte und mehrfach aufgelegte Broschüre „Waffen im Abwehrkampf“ unternahm den Versuch, den deutschen Juden Argumentationshilfen gegen antisemitische Anfeindungen an die Hand zu geben.
Italiener war auch Schulleiter des Jüdischen Schulvereins Hamburg e. V. und Angehöriger des Jugendamtes der Gemeinde. Seine Initiative als Lehrer an der Helene-Lange-Oberrealschule bewirkte, dass an den Hamburger Schulen der jüdische Religionsunterricht eingeführt wurde. Italiener war ein Förderer des Tempelbaus in der Oberstraße.
Alfred Veis (geb. 1893) wurde Ende 1928 zum akademischen Religionslehrer und stellvertretenden Rabbiner vom Hamburger Tempelverband berufen und war ab 1929 als Stellvertreter Bruno Italieners dort angestellt. Daniel Münden (1866–1943) gehörte von 1920 bis 1930 dem Repräsentanten-Kollegium und seit 1922 dem Vorstand des Tempelverbandes an. 1931 begründete er den Jüdisch-Liberalen Gemeindeverein mit.

## Der Tempel in der Oberstraße ab 1931

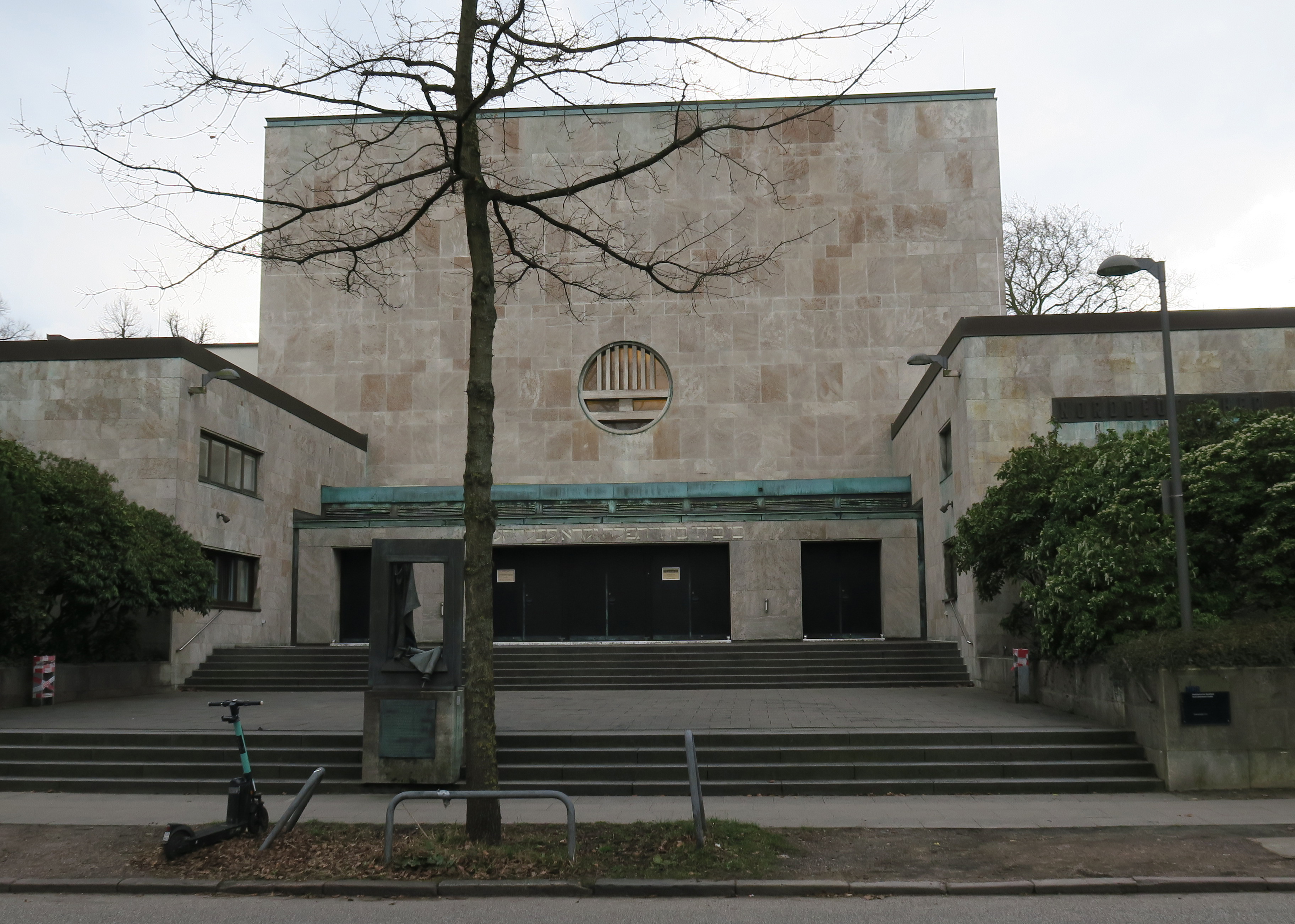
Tempel an der Oberstraße

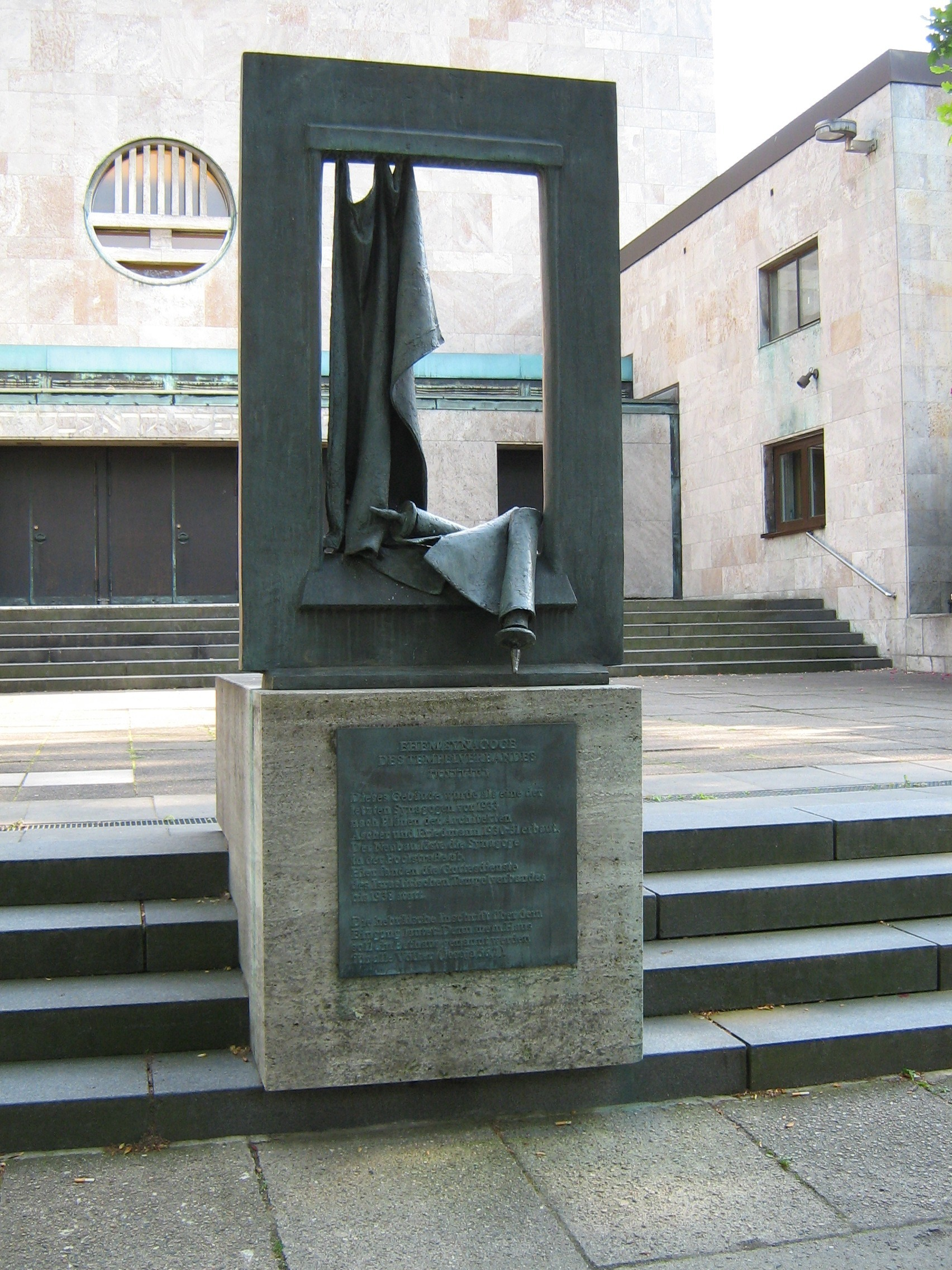
Mahnmal am Tempelgebäude Oberstraße

Der Bau des neuen Tempels in Harvestehude hatte eine längere Vorgeschichte: Ende des 19. Jahrhunderts erschien vielen Juden das Wohnumfeld im alten Judenviertel der Neustadt als beengt und zu ärmlich. Besonders nach dem Abschluss der Judenemanzipation mit der Reichsgründung 1871 wurden die Stadtteile jenseits des neuen Dammtors um das Grindelviertel bevorzugtes Ansiedlungsziel der jüdischen Bevölkerung. Waren es 1895 noch 9211 jüdische Einwohner in der „Stadt“ und 3858 in den Grindelvororten, so waren es 1925 nur noch 1453 (Stadt) und schon 10774 im Gebiet um den Grindel. Diese neue Situation führte zum Bau der Neuen Dammtorsynagoge und der Hauptsynagoge am Bornplatz.
Auch der Tempelverband baute in Harvestehude eine größere Synagoge mit bis zu 1200 Plätzen auf dem Grundstück Oberstraße 120, die 1931 eingeweiht wurde. Architekten waren Felix Ascher und Robert Friedmann. Die Fassade besteht aus Muschelkalk. Der kubische Bau im Stil des Neuen Bauens fokussiert auf ein großes Fenster in Form eines stilisierten siebenarmigen Leuchters. Der Rabbiner Italiener sah in dieser fokussierenden Architektur eine Alija, ein Streben zur Höhe. Der Neubau enthielt eine Hauptsynagoge, eine Wochentagssynagoge (den Heinrich-Levy-Saal) und Verwaltungsräume.
Unter dem Oberrabbiner Italiener und dem Oberkantor Kornitzer, der seit 1913 am Tempel wirkte, blühte das Gemeindeleben in der Nähe der Alster Anfang der 1930er Jahre noch einmal besonders auf. Der Tempel hatte allerdings fast alle großen Reformen, für die er in Amerika und Deutschland bekannt war, wieder rückgängig gemacht. Das Zentrum des liberalen Judentums war inzwischen Berlin geworden. Die Spaltungen des Judentums waren vollzogen und konnten durch die konservativ werdenden Hamburger nicht rückgängig gemacht werden.
1937 wurde unter der spürbaren Bedrohung ein besonderes Jahr des Feierns. Der Sederabend 1937 wurde nicht wie üblich im familiären Rahmen, sondern im Tempel Oberstraße unter großem Anklang gemeinsam begangen und das 120-jährige Jubiläum des Tempelvereins wurde mit Vorträgen im Rahmen eines großen Festes gefeiert. Am Jubiläumstag hielt der eigens aus Frankfurt angereiste, in Hamburg beliebte Rabbiner Seligmann die Festansprache.
Der Kantor Joseph Cysner (1912–1961) trat 1937 das „lebenslange“ Amt des Predigers am Tempel an. Cysner wurde allerdings Opfer der Polenaktion vom 28. Oktober 1938, war sechs Monate in Zbąszyń interniert, konnte im Mai 1939 nach Manila auswandern und gelangte 1946 nach San Francisco.
1938 wurde die neue Reformsynagoge in der Oberstraße bei dem Novemberpogrom verwüstet, geschändet und geschlossen. Anfang Dezember 1938 wurde der Jurist Max Plaut von der Staatspolizeileitstelle Hamburg zum Leiter des Jüdischen Religionsverbandes e. V., dem zwangsweisen Nachfolger der jüdischen Gemeinden ernannt. Plaut wurde aufgefordert einen Kaufvertrag für den Oberstraßentempel „umgehend“ zu unterschreiben. Das Gebäude wurde weit unter Wert im November 1940 zwangsverkauft.
1939 gingen die Belange des aufgelösten Tempelverbandes auf die Gemeinde über. Daniel Münden, der von 1933 bis 1939 Vorsitzender des Tempelverbandes war wurde enteignet, entrechtet, musste 1939 nach Amsterdam fliehen, wurde 1943 deportiert und in Sobibor ermordet. 1939 gelang Bruno Italiener, gemeinsam mit seiner Frau und seinen beiden Töchtern, die Flucht über Brüssel nach London, wo er von 1939 bis 1941 im East End an der St. George’s Settlement Synagogue und von 1941 bis 1951 als Assistant Minister an der West London Synagogue of British Jews tätig war.
Im Zweiten Weltkrieg kam das gefährdete Gemeindeleben der Tempelgemeinde immer mehr zum Erliegen. Von Oktober 1941 bis zum Februar 1945 wurden über 5.000 Hamburger Juden mit 17 Deportationszügen in Ghettos und Vernichtungslager deportiert. Nach Auflösung des Tempelverbandes und Schließung des Tempels Oberstraße wurden reformorientierte Gottesdienste unter der Leitung von Rabbiner Joseph Norden noch bis zu dessen Deportierung 1942 und späteren Ermordung im B’nai-B’rith-Logensaal an der Hartungstraße durchgeführt.
Während des Krieges diente das Gebäude in der Oberstraße einem Kinobesitzer. Es überstand den Krieg äußerlich heil.
1953 kaufte der Nordwestdeutsche Rundfunk das Gebäude und widmete es zu einem Konzertstudio des späteren NDR um, dem heutigen Rolf-Liebermann-Studio. Das vor dem Tempel stehende Mahnmal stammt von Doris Waschk-Balz.

## Der Tempel in der Poolstraße ab 1931

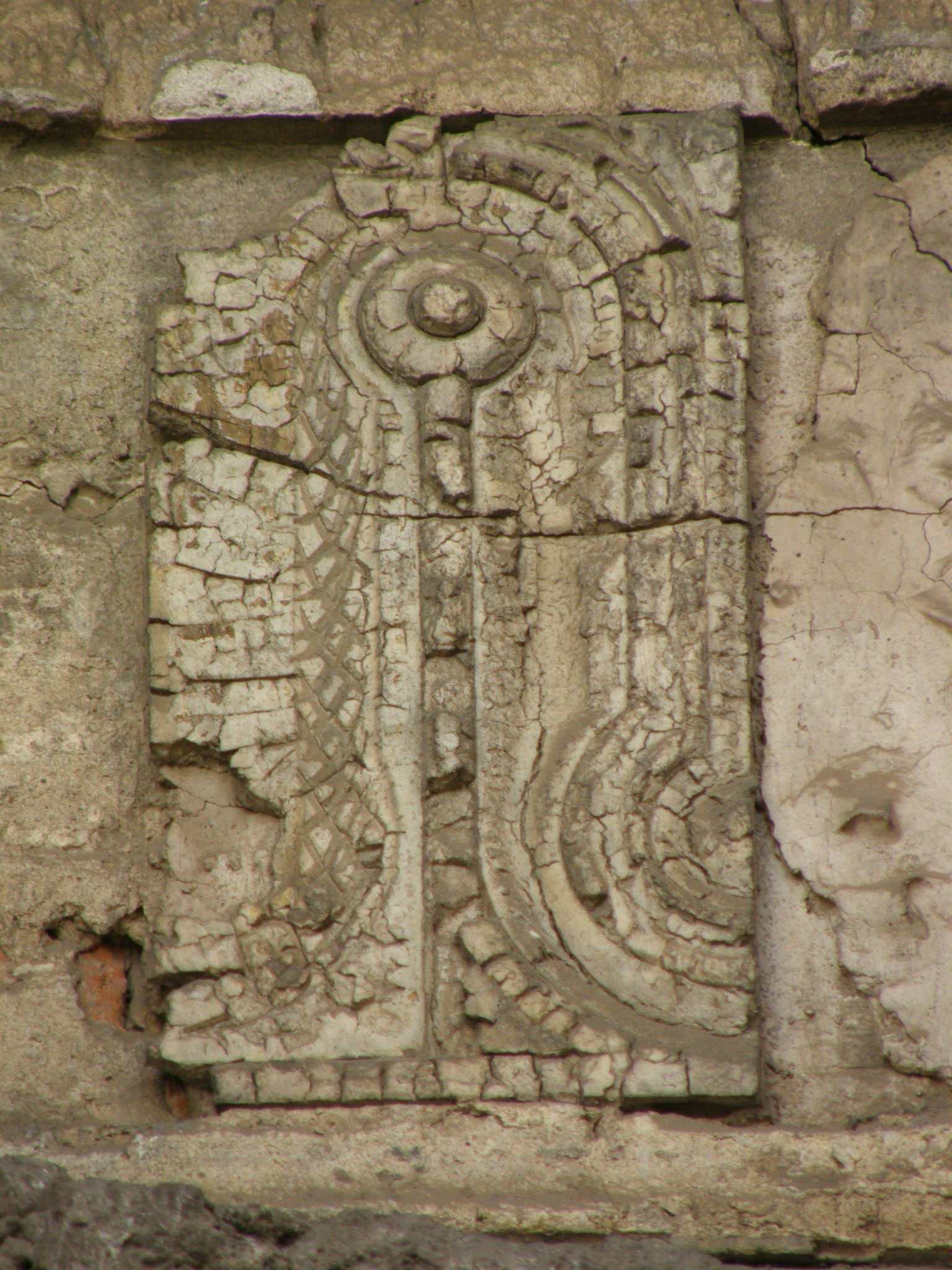
Kachelrelief. Detail aus der steinernen Inschrift der Apsis Poolstraße.

Mit dem Umzug der Tempelgemeinde 1931 in den neuen Tempel in der Oberstraße wurde die religiöse Bedeutung des Tempels in der Poolstraße aufgehoben. Auch die Orgel wurde in den Neubau überführt. Der Verkauf 1937 wurde für die Gemeinde in einer schwierigen Zeit notwendig. Von 1937 bis 2020 befand sich das Gebäude unverändert in privatem Familienbesitz. Wie oben erwähnt wurde das Hauptschiff im Juli 1944 durch einen Bombentreffer der Alliierten zerstört, so dass unverbundene Teilruinen bis heute stehen blieben.
Nach dem Zweiten Weltkrieg wurden die Ruinen zum Teil gewerblich genutzt. In der Westportal-Ruine waren zunächst ab 1948 eine Druckerei, eine Schlosserei (linke Seite in einem Anbau hinter dem Westportalgebäude) und eine Autowerkstatt (rechte Seite vor dem Westportalgebäude) untergebracht. Das Westportalgebäude selbst mit der ehemaligen Chorempore ist zum Teil bewohnbar. Es gibt mehrere Gedenktafeln, die auf die ehemalige Synagoge hinweisen.
Das Hamburger Denkmalschutzamt setzte sich seit 1980 für die Erhaltung der Reste des Tempelgebäudes ein. 1999 erneuerten die Eigentümer einen Abbruchantrag von 1991. 2003 entschied aber das Verwaltungsgericht, dass die Unterschutzstellung rechtmäßig ist und das Denkmalschutzamt trug das Ensemble Poolstraße 11, 12, 13, 14 (also sowohl die Reste der ehemaligen Hinterhofsynagoge als auch die dazugehörigen Wohnhäuser an der Straßenfront Poolstraße) in die Denkmalschutzliste ein. Außerdem wurde der ehemalige Tempel in Listen jüdischer Geschichte als Gedenkstätte eingetragen.
Zwei Hamburger Künstler haben sich intensiv mit dem Tempel in der Poolstraße auseinandergesetzt und Kunstwerke mit Bezug zum Tempel geschaffen: Am 23. und 24. August 2003 entwarf der Künstler Arne Kübitz auf der Veranstaltung „Art meets Großneumarkt“ in Hamburg vor den Augen des Publikums ein Modell des Tempels in der Poolstraße aus Teilen alter Schreibmaschinen unter dem Motto „Spurensuche“. Der Künstler Heiner Studt erstellte vier Großgrafiken zum Tempel, außerdem eine mehrteilige Bilderfolge zu den dort verbliebenen Innenräumen der Westportal-Ruine.

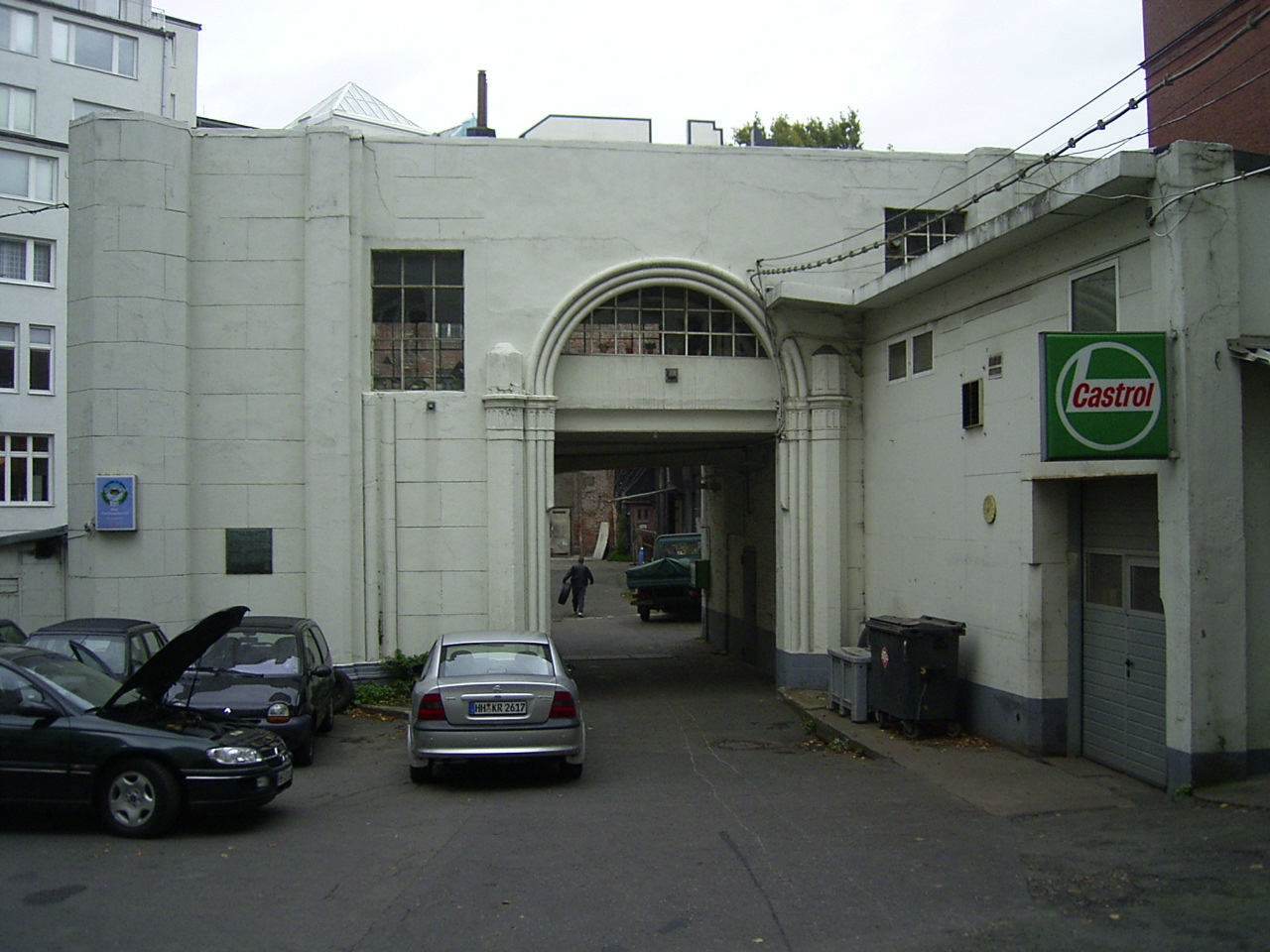
Die Ruine der Westfassade Autowerkstatt 2006
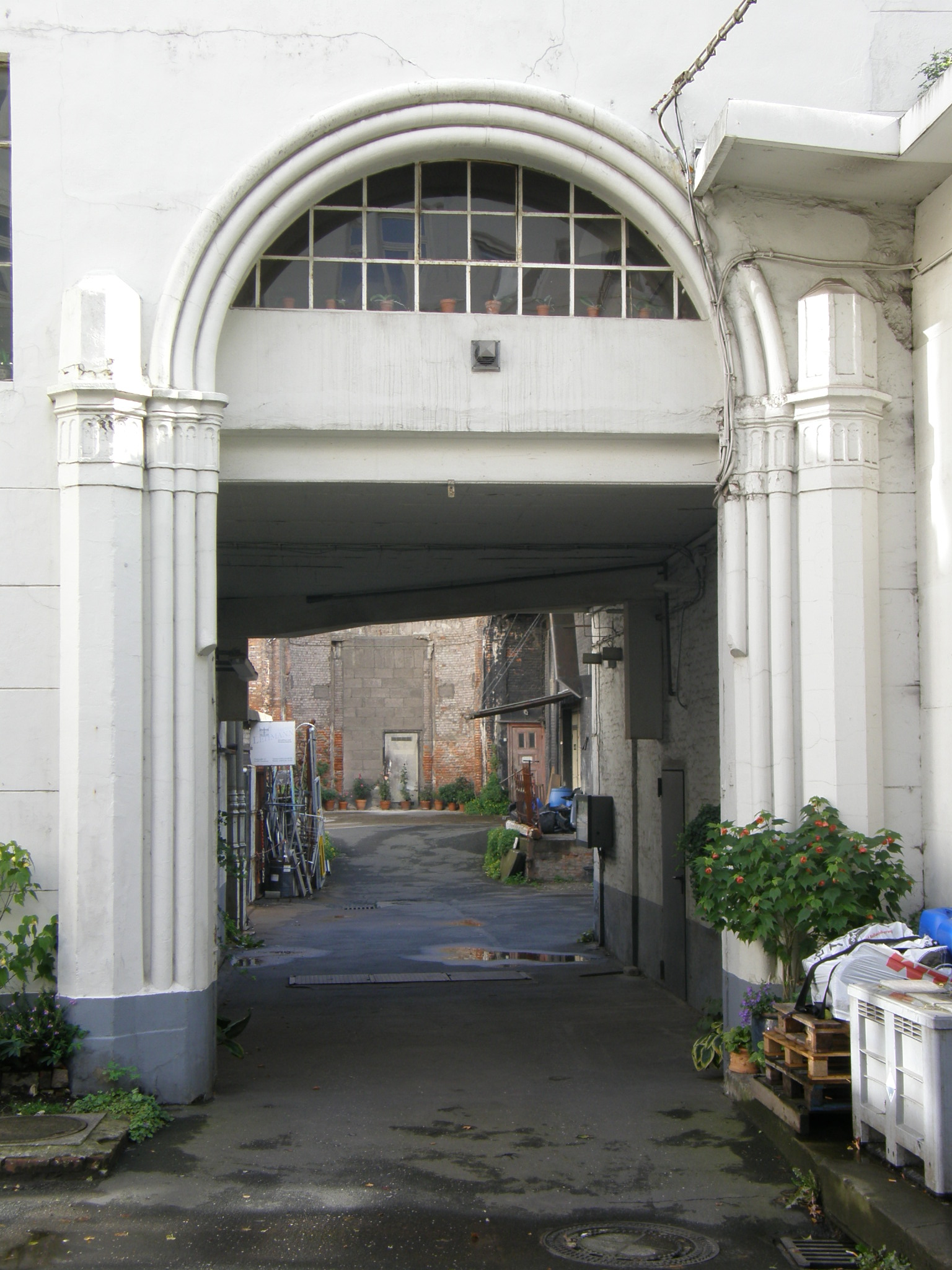
Direkt durch den Eingang gesehen
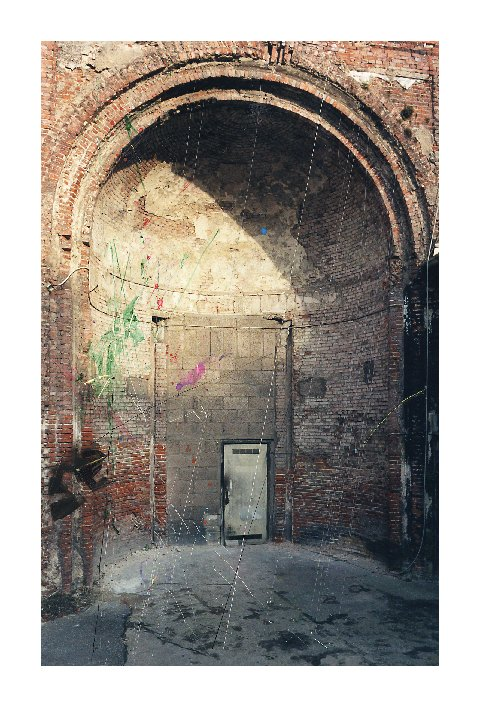
Grafik der Apsis von Heiner Studt
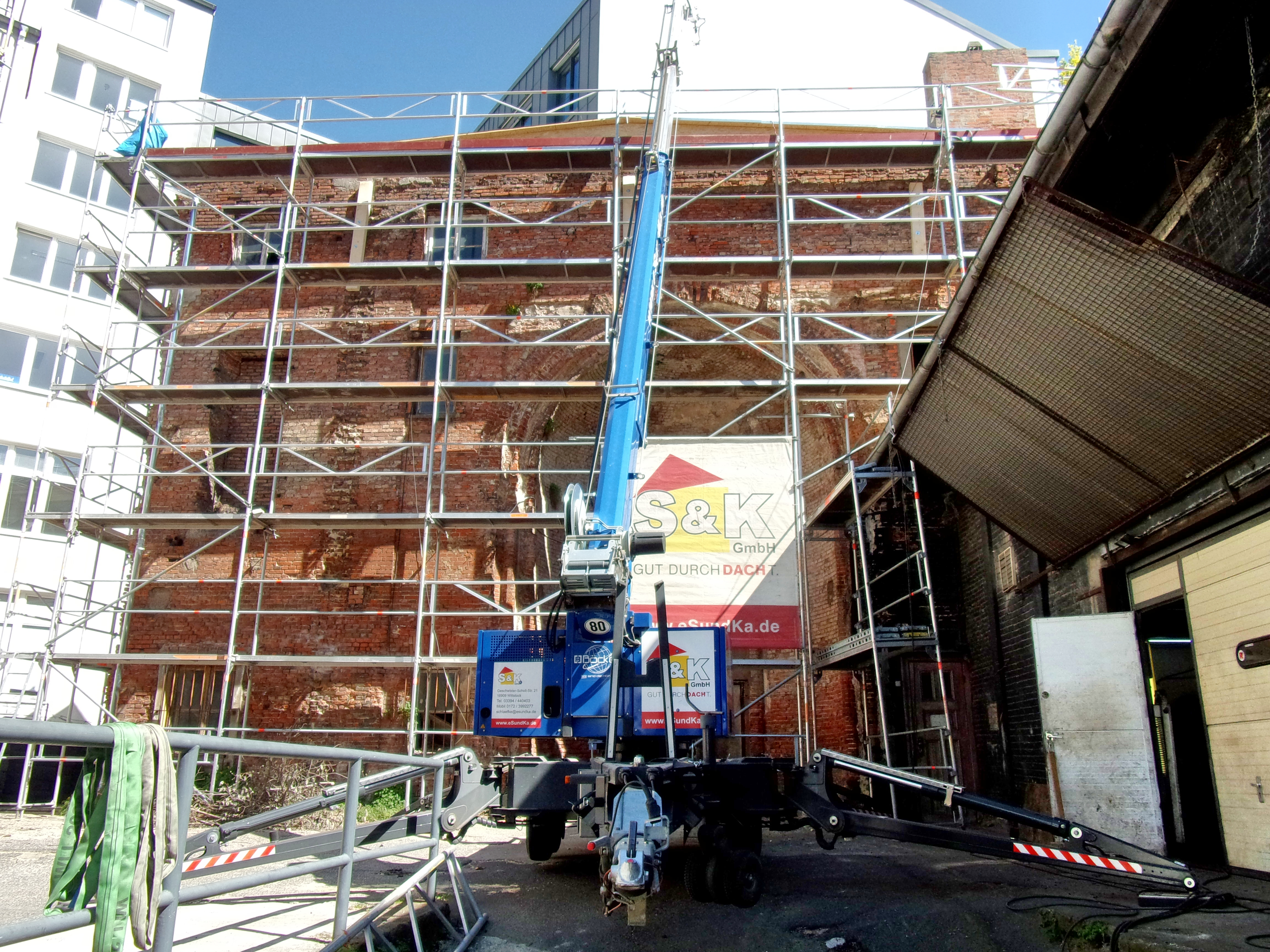
Notbedachung im Frühjahr 2020

Da die Ruine des Tempels zu verfallen drohte, wurden im Rahmen einer restauratorischen Notsicherung im Jahr 2009 erstmals im hinteren Apsisgebäude Konservierungsmaterialien zur Sicherung von Putz und Stuck in den Bestand eingebracht. Im Frühjahr 2019 begannen weitere Maßnahmen, um den weiteren Verfall zu verhindern: Eine Spezialfirma entfernte einen Baum, der bereits durch das Dach gewachsen war, und brachte ein Notdach an. Im Jahr 2020 erwarb der zur Finanzbehörde gehörende Landesbetrieb Immobilienmanagement und Grundvermögen das Teilgrundstück mit den Überresten des Tempels in der Poolstraße. Ein Nutzungskonzept wurde mit dem Ziel erarbeitet, jüdisches Leben wieder sichtbar zu machen: Der Ort sollte öffentlich zugänglich sein und als Denkmal erhalten werden. Der Berliner Architekt Jost Haberland stellte im Auftrag des Israelitischen Tempelverbands Pläne zu einer möglichen Restaurierung des Poolstraßentempels vor. Zusammen mit einer Machbarkeitsstudie wurden sie 2024 der Öffentlichkeit präsentiert. Wie die Zukunft der Tempelruinen tatsächlich aussieht, wird zurzeit (Stand 2025) sondiert. Ob ein Anspruch der neuen liberalen Gemeinde auf die Rückgabe des Tempels berechtigt ist, ist juristisch offen.
Am offiziellen Gedenktag gegen das Vergessen und für die Opfer der NS-Verbrechen wurde im Januar 2025 ein neues Schild am Toreingang der Poolstraße mit einem QR-Code angebracht, der zu einem virtuellen Rundgang einlädt. Das Grundstück wurde nach Blindgängern abgesucht und sogar Grabungen sind im laufenden Jahr 2025 geplant, da die Messergebnisse darauf schließen lassen, dass sich unter der Freifläche des Innenhofes noch weitere Überreste befinden könnten.
Es gibt heute wieder reformorientierte jüdische Gemeinden in Hamburg:
- Seit 2016 besteht unter dem Dach der Jüdischen Gemeinde Hamburgs als Einheitsgemeinde die liberale „Reformsynagoge Hamburg“ mit Rabbiner Gabor Lengyel und dem Kantor Assaf Levitin.[98] Nach einer Satzungsänderung können nun auch liberal konvertierte Juden Mitglied der Einheitsgemeinde werden.[99] Diese Teilgemeinde hat eine vorübergehende Heimstatt gefunden: Am 1. September 2023 weihte die liberale Reformsynagogengemeinde im Betty-Heine-Saal des einstigen Israelitischen Krankenhauses auf St. Pauli ihren Betsaal mit einem festlichen Gottesdienst ein.[100] Die Reformsynagoge ist Mitglied im Jüdischen Liberal-Egalitären Verband (JLEV).[101]
- Außerdem führt bereits seit 2004 die oben erwähnte Gemeinde des liberalen Israelitischen Tempelverbands zu Hamburg separat davon Aktivitäten des Reformjudentums in Hamburg durch und hat, laut eigener Angaben, über 300 Mitglieder.[102] Sie ist Mitglied in der Union progressiver Juden in Deutschland. Die Gemeinde hat eine Synagoge in der ehemaligen israelitischen Töchterschule im Karolinenviertel[103] und möchte an die 200-jährige Tradition der Hamburger Tempelgemeinde anschließen.[104] Ende Mai 2025 wurde die Synagoge und das Stefen-Frank-Gemeindehaus eingeweiht. Seit Oktober 2024 ist Alina Treiger die Landesrabbinerin dieser Gemeinde.[105] Treiger ist seit der Shoa die erste in Deutschland ordinierte Rabbinerin, die zweite Rabbinerin überhaupt, die in Deutschland ausgebildet worden ist und die erste Frau in Deutschland, die zur Landesrabbinerin ernannt wurde.[106]

## Gottesdienstordnungen, Gesangbücher und Gebetbücher
- Eduard Kley, Carl Sigfried Günsburg: Die deutsche Synagoge oder Ordnung des Gottesdienstes für die Sabbath- und Festtage des ganzen Jahres zum Gebrauche der Gemeinden, die sich der deutschen Gebete bedienen. Maurersche Buchhandlung, Berlin 1817. Digitalisat Exemplar der Harvard University Library
- Meyer Israel Bresselau/Seckel Isaak Fränkel:[107]: [Seder ha’avoda]. Ordnung der öffentlichen Andacht für die Sabbath- und Festtage des ganzen Jahres. Nach dem Gebrauch des Neuen-Tempel-Vereins in Hamburg. Hamburg 1819, (Digitalisat), Exemplar der Freimann-Sammlung.
- Maimon Fraenkel, Gotthold Salomon, Immanuel Wohlwill: Allgemeines israelitisches Gesangbuch, eingeführt in dem Neuen Israelitischen Tempel zu Hamburg. in Commission bei Perthes und Besser, Hamburg 1833 Digitalisat in der Google-Buchsuche
- Johann Friedrich Schwencke: Melodieen zum neuen israelitischen Gesangbuche. 1833.
- Gebetbuch für die öffentliche und häusliche Andacht der Israeliten: nach dem Gebrauch des Neuen Israelitischen Tempels in Hamburg. B.S. Berendsohn, Hamburg 1841. Digitalisat in der Google-Buchsuche der 2. Auflage von 1845, Exemplar der Bodleian Library

## Schriften der Tempelprediger (Auswahl)
- Meyer Kayserling: Bibliothek jüdischer Kanzelredner. Eine Chronologische Sammlung der Predigten, Biographien und Charakteristiken der vorzüglichsten jüdischen Prediger. Nebst einem homiletischen und literarischen Beiblatte. 2 Bände. 1870–1872 (Digitalisat).
- Gotthold Salomon: Predigten in dem Neuen Israelitischen Tempel. Erste Sammlung. J. Ahrons, Hamburg 1820.
Digitalisat in der Google-Buchsuche des Exemplars der Harvard University Library
- Eduard Kley, Gotthold Salomon: Sammlung der neuesten Predigten: gehalten in dem Neuen Israelitischen Tempel zu Hamburg. J. Ahrons, Hamburg 1826.
Digitalisat in der Google-Buchsuche des Exemplars der Harvard University Library
- Gotthold Salomon: Festpredigten für alle Feyertage des Herrn: gehalten im neuen Israelitischen Tempel zu Hamburg. Nestler, Hamburg 1829.
Digitalisat in der Google-Buchsuche des Exemplars der Harvard University Library
- Gotthold Salomon: Das neue Gebetbuch und seine Verketzerung. Hamburg 1841.
- Caesar Seligmann (1860–1950): (Hrsg. von Erwin Seligmann) Erinnerungen Frankfurt am Main 1975.
- David Leimdörfer: Der Hamburger Tempel. Hamburg 1889.
- David Leimdörfer (Hrsg.): Festschrift zum hundertjährigen Bestehen des Israelitischen Tempels in Hamburg 1818–1918. Hamburg 1918.
- Bruno Italiener: Einziger Gott – Einziges Volk. Predigt-Cyklus. Gehalten an den Hohen Feiertagen 5697 (1936) im Hamburger Tempel, Hamburg 1936.
- Bruno Italiener (Hrsg.): Festschrift zum 120jährigen Bestehen des Israelitischen Tempels in Hamburg 1817–1837. Hamburg 1937.
- Isaac Levin Auerbach: Die Wichtigsten Angelegenheiten Israels Erörtert Und Vorgetragen in Predigten Bei Dem, in Leipzig, Nach Dem Vorbilde Des Neuen Tempelvereins Zu Hamburg Während der Messen Stattfindenden Israelitischen Gottesdienste. Leipzig 1828.